# 서바이버 (텔레비전 프로그램)
서바이버(Survivor)는 전 세계를 대상으로 하는 리얼리티 방송 게임 쇼 TV 프로그램이다. 참가자들은 사회와 동 떨어져 지내게 되며 상금과 기타 상품들을 두고 경쟁을 벌인다. 이 프로그램은 게임을 진행시켜 나가면서 도중 투표를 통해 참가자들을 탈락시켜 나가는 구조를 갖고 있으며 최후의 한 사람은 "Sole Survivor"라는 칭호를 받게 된다. 지금 현재의 서바이버의 형태가 갖추게 된 것은 1992년에 영국의 텔레비전 제작 감독 찰리 펄슨에 의해서이다. 2000년 미국 CBS에서 서바이버 미국판이 제작되어 큰 인기를 끌었고 현재 시즌 40까지 방영되었다.